# Enar Jääger
Enar Jääger est un footballeur international estonien né le 18 novembre 1984 à Kohila en RSS d'Estonie.

## Sélection
- Estonie : 77 sélections
- Première sélection le 12 octobre 2002 : Estonie - Nouvelle-Zélande (3-2)

Enar Jääger fait ses débuts le 12 octobre 2002 lors d'un match amical contre la Nouvelle-Zélande durant lequel il entre en cours de jeu.
Il compte au 11 avril 2011 77 sélections dont 71 comme titulaire.

## Palmarès
FC Valga
- Champion d'Estonie de Division 2 (1) : 2002

 FC Flora Tallinn
- Champion d'Estonie (1) : 2003
- Vainqueur de la Supercoupe d'Estonie (2) : 2003, 2004

 Aalesunds FK
- Vainqueur de la Coupe de Norvège (1) : 2011